# 司諫
司諫（1554年—？），字信夫，號直庭，河南河南府洛陽縣人，匠籍，明朝政治人物。

## 生平
萬曆七年（1579年）己卯科河南鄉試第四十五名，萬曆十四年（1586年）丙戌科會試三百二十四名，登三甲第一百八十一名。兵部觀政。本年十二月授山西介休县知县，卒于官。

## 家族
曾祖司洪，曾任耆賓；祖父司鏞；父司鶴齡，曾任恩例儒官。母張氏。兄講（庠生）、讓、訓、弟謙、議、誥，俱庠生。